# Anton Corbijn
Anton Corbijn (Strijen, 20 de maig de 1955) és un fotògraf i director de cinema neerlandès. Com a fotògraf es va fer conegut per les seves fotos d'artistes, principalment de músics de rock. Com a dissenyador gràfic va realitzar ladirecció de videoclips i dissenya escenografies per a concerts pop de, entre d'altres des de 1990, del grup anglès Depeche Mode. El 2007 va debutar amb llargmetratges, per a les quals va rebre diversos premis.
Va néixer en una família de pastors protestants. Sa mara, una infermera, va créixer en una família de pastors i son pare va ser pastor de l'Església reformada neerlandesa. Son germà petit, Maarten també és fotògraf.
Va començar la seva carrera a Groningen a la primeria de la dècada de 1970 fotografiant músics en concerts. Aviat es va fer fotògraf de retrats «amb Herman Brood com a musa». Les seves fotos són de gra gruixut i sovint en blanc i negre. El 1979 va anar a viure a Londres, on va començar a treballar amb bandes de rock com Joy Division i Public Image Ltd. Durant aquest període també va comencar a treballar com a fotògraf per a revistes com Vogue i Rolling Stone. Fort de l'èxit de fotògraf, va decidir fer vídeos musicals.
Corbijn va dirigir la pel·lícula Control sobre la vida del cantant de Joy Division Ian Curtis el 2006. El film s'inspira del llibre de Deborah Curtis Touching From A Distance sobre el seu difunt marit.
Corbijn va deixar a poc a poc la fotografia glamour tradicional i va evolucionar vers un treball alb un toc més natural, manta vegada en blanc i negre. La gent que fotografia fa l'efecte d'estar calmada i lluny de la vida quotidiana. Les seves fotografies mostren emocions naturals. El seu típic estil d'imatges en blanc i negre ha estat imitat a tal punt en què s'ha convertit en un clixé del rock i el llenguatge visual dels anys 1990.
El 2005, Palm Pictures va publicar el DVD The Work Of Director Anton Corbijn en la seva col·lecció Directors Label amb un recull de clips musicals, intervistes, making of… escenes tallades, curts i un documental comentat sobre la seva jovinesa. El 2015 la ciutat de L'Haya va organitzar una exposició «Hollands Deep», un retrospectiva doble al Museu de l'art i al Museu de la fotografia.

## Obres destacades
- «Hockey», Palais Schaumburg (1983)
- «Beat Box», Art of Noise (1984)
- «Dr. Mabuse», Propaganda (1984)
- «Red Guitar», David Sylvian (1984)
- «Seven Seas», Echo & the Bunnymen (1984)
- «The Ink in the Well», David Sylvian (1984)
- «Pride (In the Name of Love)« (tercera versió), U2 (1984)
- «Bring on the Dancing Horses», Echo & the Bunnymen (1985)
- «Sanctify Yourself», Simple Minds (1985)
- «Quiet Eyes», Golden Earring (1986)
- «A Question of Time», Depeche Mode (1986)
- «Bedbugs and Ballyhoo», Echo & the Bunnymen (1987)
- «Strangelove», Depeche Mode (1987)
- «Pimpf», Depeche Mode (1987)
- «The Game», Echo & the Bunnymen (1987)
- «Never Let Me Down Again», Depeche Mode (1987)
- «Lips Like Sugar« (primera versió), Echo & the Bunnymen (1987)
- «Behind the Wheel», Depeche Mode (1987)
- «Welcome to Paradise», Front 242
- «My Secret Place», Joni Mitchell amb Peter Gabriel (1988)
- «Blueprint», Rainbirds (1988)
- «Atmosphere», Joy Division (1988)
- «Headhunter», Front 242 (1988)
- «Faith and Healing», Ian McCulloch (1989)
- «Sea of Time», Rainbirds (1989)
- «White City of Light», Rainbirds (1989)
- «Personal Jesus», Depeche Mode (1989)
- «Killer Wolf», Danzig (1990)
- «Enjoy the Silence« (primera versió), Depeche Mode (1990)
- «Policy of Truth», Depeche Mode (1990)
- «World in My Eyes», Depeche Mode (1990)
- «Clean», Depeche Mode (1990)
- «Halo», Depeche Mode (1990)
- «May This Be Your Last Sorrow», Banderes (1990)
- «Marie», Herbert Grönemeyer (1991)
- «Two Faces», Rainbirds (1991)
- «Tragedy (For You)», Front 242 (1991)
- «Front By Front», Front 242 (1992)
- «Hail Hail Rock 'n' Roll», Garland Jeffreys (1992)
- «Lover Lover Lover», Ian McCulloch (1992)
- «One« (versió original), U2 (1992)
- «Straight To You», Nick Cave and the Bad Seeds (1992)
- «Dirty Black Summer», Danzig (1992)
- «Do I Have to Say the Words?», Bryan Adams (1992)
- «I Feel You», Depeche Mode (1993)
- «Walking in My Shoes», Depeche Mode (1993)
- «Condemnation« (primera versió), Depeche Mode (1993)
- «Heart-Shaped Box», Nirvana (1993), guanyador d'un MTV Video Music Award per millor video alternatiu
- «Delia's Gone», Johnny Cash (1994)
- «Mockingbirds», Grant Lee Buffalo (1994)
- «In Your Room», Depeche Mode (1994)
- «Embolicar», Henry Rollins (1994)
- «Love & Tears», Naomi Campbell (1994)
- «Have You Ever Really Loved A Woman?», Bryan Adams (1995)
- «My Friends», Red Hot Chili Peppers (1995)
- «Hero of the Day», Metallica (1996)
- «Mama Said», Metallica (1996)
- «Barrel of a Gun», Depeche Mode (1997)
- «It's No Good», Depeche Mode (1997)
- «Useless», Depeche Mode (1997)
- «Please« (primera versió), U2 (1997)
- «Bleibt Alles Anders», Herbert Grönemeyer (1998)
- «Fantastich», Herbert Grönemeyer (1998)
- «Goddess on a Hiway« (segona versió), Mercury Rev (1998)
- «Stars», Roxette (1999)
- «Salvation», Roxette (1999)
- «Opus 40« (primera versió), Mercury Rev (1999)
- «Chemical« (primera versió), Joseph Arthur (2000)
- «In The Sun», Joseph Arthur (2000)
- «Invalid Litter Dept.», At the Drive-In (2001)
- «Freelove« (segona versió), Depeche Mode (2001)
- «Mensch», Herbert Grönemeyer (2002)
- «Electrical Storm», U2 (2002)
- «Re-Offender», Travis (2003)
- «Zoom Meer», Herbert Grönemeyer (2003)
- «All These Things That I've Done» (segona versió) The Killers (2005)
- «Talk», Coldplay (2005)
- «Suffer Well», Depeche Mode (2005)
- «En händig man», Per Gessle
- «Viva la Vida», Coldplay (2008)
- «Linear», una pel·lícula inclosa en l'edició especial de l'àlbum «No Line on the Horizon« d'U2 (2009)
- «The American», pel·lícula realitzada amb l'actor George Clooney (2010)
- Coldplay Unstaged, (2011) concert de Coldplay a Madrid per a la presentació del disc Mylo Xyloto disponible en línia.[10]
- «Should Be Higher», Depeche Mode (2013)
- «Reflektor», Arcade Fire (2013)

## Llibres
- Famouz (1989)
- Allegro (1991)
- Star Trak (1996)
- 33 Still Lives (1999)
- Werk (2000)
- U2 & I (2005)